# Лагоа-ду-Ситиу
Лагоа-ду-Ситиу (порт. Lagoa do Sítio) — муниципалитет в Бразилии, входит в штат Пиауи. Составная часть мезорегиона Северо-центральная часть штата Пиауи. Входит в экономико-статистический микрорегион Валенса-ду-Пиауи. Население составляет 4850 человек на 2010 год. Занимает площадь 804,698 км². Плотность населения — 6,03 чел./км².

## Демография
Согласно сведениям, собранным в ходе переписи 2010 г. Национальным институтом географии и статистики (IBGE), население муниципалитета составляет:
| Полное население                               | Полное население                               | Полное население                               | Полное население                               | 4850  |
| ---------------------------------------------- | ---------------------------------------------- | ---------------------------------------------- | ---------------------------------------------- | ----- |
| в том числе:                                   | Городское население                            | 1723                                           | Процент городского населения, %                | 35,53 |
|                                                | Сельское население                             | 3127                                           | Процент сельского населения, %                 | 64,47 |
|                                                | Мужское население                              | 2463                                           | Процент мужского населения, %                  | 50,78 |
|                                                | Женское население                              | 2387                                           | Процент женского населения, %                  | 49,22 |
| Плотность населения, чел/км²                   | Плотность населения, чел/км²                   | Плотность населения, чел/км²                   | Плотность населения, чел/км²                   | 6,03  |
| Население муниципалитета в % к населению штата | Население муниципалитета в % к населению штата | Население муниципалитета в % к населению штата | Население муниципалитета в % к населению штата | 0,16  |

По данным оценки 2016 года, население муниципалитета составляет 5047 жителей.

## Статистика
- Валовой внутренний продукт на 2003 год составляет 7 563 755,00 реалов (данные: Бразильский институт географии и статистики).
- Валовой внутренний продукт на душу населения на 2003 год составляет 1724,52 реалов (данные: Бразильский институт географии и статистики).
- Индекс развития человеческого потенциала на 2000 год составляет 0,574 (данные: Программа развития ООН).